# Colorant alimentaire

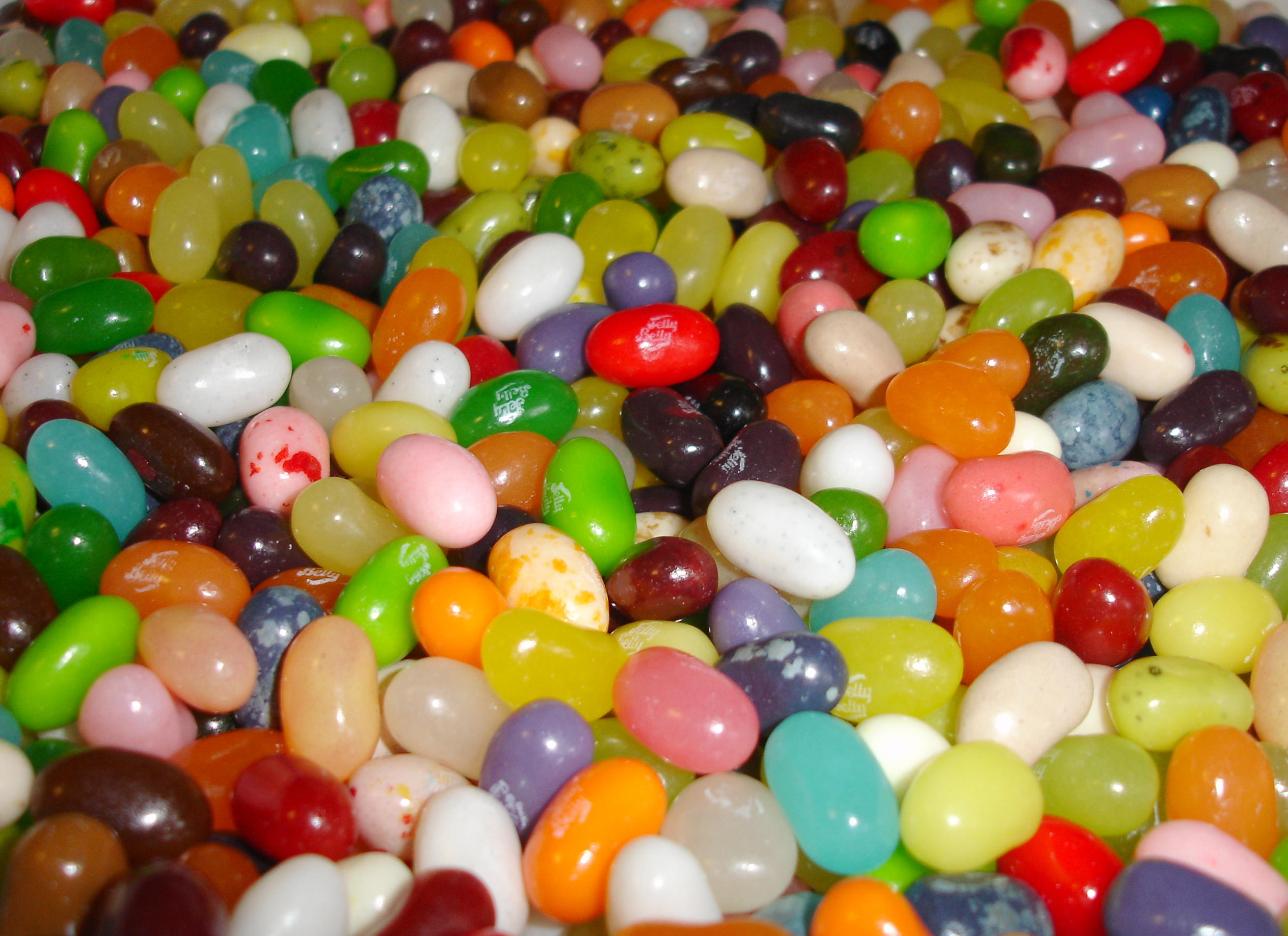
Colorant alimentaire dans la confiserie.

Les colorants alimentaires sont utilisés pour ajouter de la couleur à une denrée alimentaire, ou pour simuler la couleur originale si celle-ci a été altérée par les procédés de transformation utilisés dans l'agroalimentaire.

## Histoire
L'ajout de colorants aux aliments est une pratique ancienne, mentionnée dès 1500 av. J.-C. en Égypte, où les confiseurs ajoutent des extraits naturels et du vin pour améliorer l'apparence de leurs produits. Des papyrus mentionnent également l'ajout de curcuma et de safran aux plats pour les rendre plus appétissants. Au Moyen-Âge et sous le féodalisme, les paysans produisent leur propre nourriture et les aspects esthétiques sont considérés comme sans importance par la vaste majorité d'une population globalement très pauvre. La situation change avec le début des temps modernes et l'urbanisation croissante : d'une part, le commerce des épices au XIVe siècle permet l'accès à des substances exotiques très colorantes, d'autre part les citadins ne produisant pas leur propre nourriture, le commerce des denrées alimentaires connaît un essor conduisant à un besoin de vendre au mieux les aliments, et donc de les présenter sous leur meilleur jour. L'une des premières lois passées sur la nourriture, à Augsbourg en 1531, concerne les épices et colorants et punit sévèrement la contrefaçon : le but est alors d'empêcher la compétition commerciale déloyale dans ce domaine très rentable.
Déjà au XVIIIe siècle, la situation commence à poser des problèmes de santé, comme en témoigne Tobias Smollett en 1771 :
« The bread I eat in London is a deleterious paste, mixed up with chalk, alum and bone ashes, insipid to the taste and destructive to the constitution. The good people are not ignorant of this adulteration; but they prefer it to wholesome bread, because it is whiter than the meal of corn [wheat]. Thus they sacrifice their taste and their health… to a most absurd gratification of a misjudged eye; and the miller or the baker is obliged to poison them and their families, in order to live by his profession. […] Perhaps, you will hardly believe they can be so mad as to boil their greens with brass halfpence, in order to improve their colour; and yet nothing is more true […]. »
— Tobias Smollett, The Expedition of Humphry Clinker

« Le pain que je mange à Londres est une pâte délétère, mélangée de craie, d'alun et de cendres d'os, insipide au goût et destructive pour la constitution. Les bonnes gens n'ignorent pas cette adultération ; mais ils la préfèrent au bon pain car elle est plus blanche que l'original fait de farine de blé. Ils sacrifient ainsi leur goût et leur santé… à la plus absurde satisfaction du plaisir de leur courte vue ; et tant le meunier que le boulanger doit s'obliger à les empoisonner de peur de faire faillite. […] Peut-être ne voudriez-vous pas croire qu'ils peuvent être assez fous pour faire bouillir leur légumes avec des pièces de laiton, pour en améliorer la couleur ; et pourtant rien n'est plus vrai […]. »
— The Expedition of Humphry Clinker
Avec l'arrivée de la révolution industrielle, la population s'est encore davantage urbanisée, et surtout les nouveaux citadins, issus de la classe ouvrière, ont besoin que les denrées qu'ils ne peuvent produire leur soit vendues à bas prix. La nourriture est de plus en plus souvent adultérée au XIXe siècle, d'autant qu'il n'y a alors que peu de lois l'interdisant et très peu de moyens scientifiques de détecter sûrement l'altération. Le lait est coupé d'eau puis recoloré, le thé réutilisé… Les vendeurs de l'époque proposent alors plus de 80 colorants artificiels, certains destinés initialement à la teinture des tissus. Nombre d'entre eux sont toxiques, sans qu'on le sache nécessairement à l'époque. Parmi les exemples les plus notables :
- de l'oxyde de plomb (Pb3O4, rouge) et du cinabre (HgS, vermillon) sont utilisés pour colorer les fromages et pâtisseries, alors que les métaux lourds qu'ils contiennent (plomb et mercure) sont très toxiques ;
- du vert de Scheele, tout aussi nocif (hydrogénoarsénite de cuivre, CuHAsO3), est utilisé pour re-colorer les feuilles de thé usagées pour pouvoir les revendre. Le pigment a également causé au moins deux morts lorsqu'il a été utilisé pour colorer un dessert en 1860[4] ;
- en 1851, environ 200 personnes sont empoisonnées (17 mortellement) à la suite de l'ingestion de pastilles pour la toux adultérées[2].

La mauvéine, le premier pigment artificiel, est synthétisée en 1856, et le développement de couleurs vives à bas prix, accompagné d'un effet de mode, répand l'usage de colorants dans la nourriture à travers l'Europe et les États-Unis dans de nombreuses préparations populaires, y compris le ketchup, la moutarde, les gelées et le vin.
Des inquiétudes sur la dangerosité des denrées alimentaires altérées conduisent à l'apparition de règlementations, nationales puis internationales. En Allemagne, une loi signée en 1882 interdit l'ajout de certains métaux dans la nourriture (notamment l'arsenic, le cuivre, le chrome, le mercure, le plomb et le zinc, souvent utilisés dans les colorants). Aux États-Unis, le Pure Food and Drug Act de 1906 réduit la liste des colorants autorisés de 700 à seulement 7 colorants. La première directive européenne réglementant l'usage des colorants (62/2645/EEC) date de 1962 et liste 36 colorants autorisés (20 naturels et 16 synthétiques). Elle a depuis été remplacée.

## Règlementation

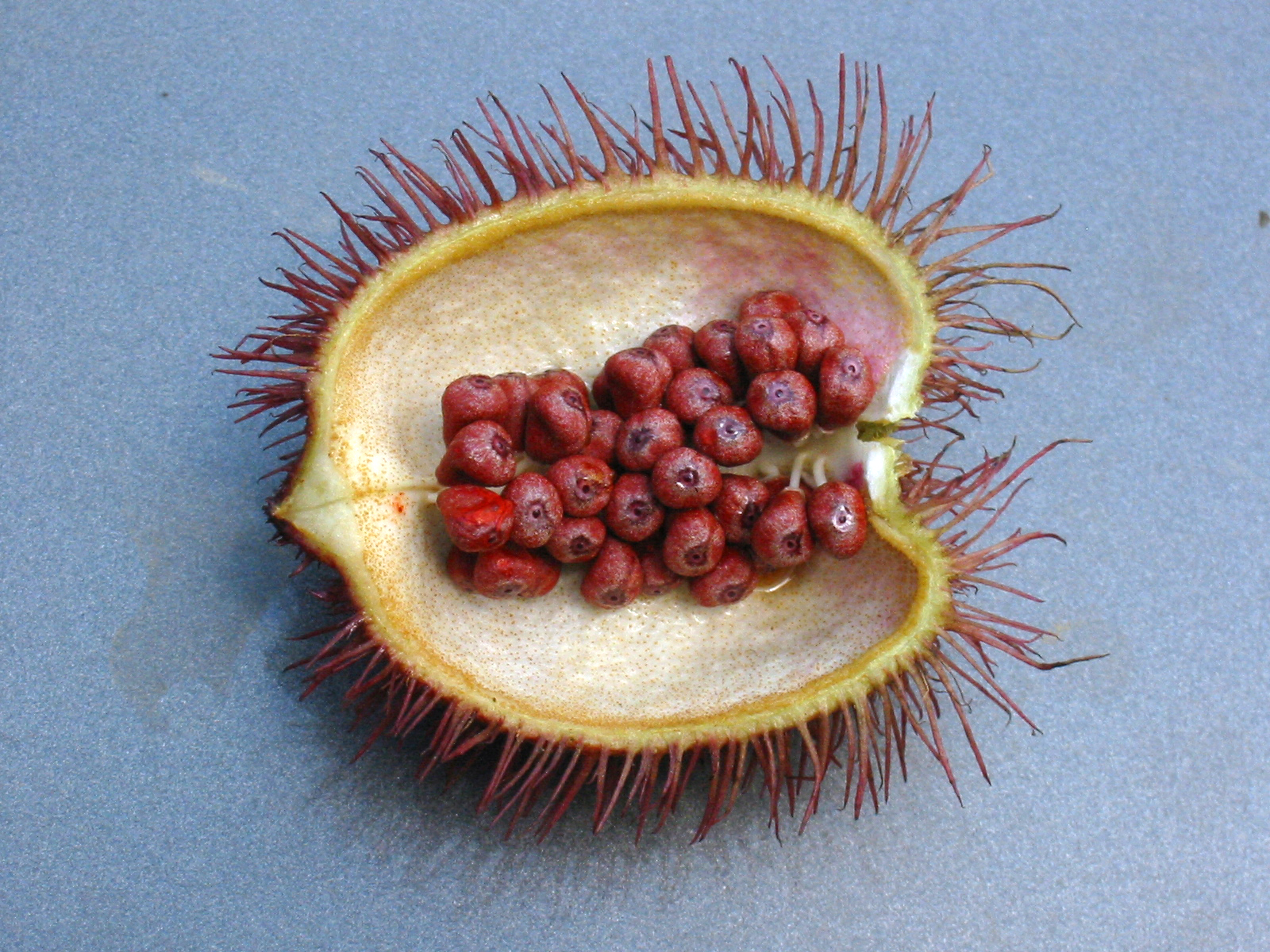
Du roucou (E160b), une plante qui est couramment utilisée en tant que colorant alimentaire dans certains fromages tels que le cheddar

### Principe
Les premières lois règlementant l'usage de certaines substances dans la nourriture listent les ingrédients interdits, contrairement aux règlementations actuelles dont les listes sont positives et listent les ingrédients permis - tout ingrédient non explicitement autorisé est supposé interdit. Leur but reste cependant le même : d'abord assurer la protection des consommateurs, ensuite ne pas entraver l'intérêt commercial. Lorsqu'un colorant s'avère nocif, il est retiré des listes autorisées ou sa dose journalière admissible est abaissée de manière à ne pas exposer les consommateurs à des doses dangereuses de ces matières.
La règlementation permet également de définir précisément les colorants dans un cadre légal. La directive européenne 94/36/EC définit ainsi les colorants :
« […] on entend par « colorants » des substances qui ajoutent ou redonnent de la couleur à des denrées alimentaires; il peut s'agir de constituants naturels de denrées alimentaires ou d'autres sources naturelles, qui ne sont pas normalement consommés comme aliments en soi et ne sont pas utilisés habituellement comme ingrédients caractéristiques dans l'alimentation. »
Différents organismes fixent les listes de colorants autorisés en fonction des pays : en Europe, c'est le parlement européen et le conseil, sur avis de l'Autorité européenne de sécurité des aliments (EFSA), aux États-Unis c'est la FDA. Par ailleurs, le codex Alimentarius élaboré collectivement et édité par les Nations unies définit un cadre qui, sans être légalement contraignant, sert de base à la plupart des règlementations nationales actuelles.
Aux États-Unis, le sigle « FD&C » (indique que l'additif est approuvé comme colorant alimentaire, pour les médicaments et cosmétiques) suivi du nombre considéré est donné pour les composés artificiels, tandis que l'Union européenne utilise le préfixe E suivi du numéro international (INS adopté par la commission du codex Alimentarius).

### Santé
Les colorants alimentaires sont testés par différents organismes à travers le monde qui donnent parfois des avis différents sur leur innocuité, menant à des règlementations différentes. Ainsi, le Rouge citrus n°2 est interdit en Europe, autorisé aux États-Unis, alors que l'Amarante est autorisée en Europe et interdite aux États-Unis. La règlementation évolue aussi avec le temps : certains colorants autrefois autorisés ont été interdits lorsque leur nocivité a été avérée. Pour qu'un nouveau colorant puisse être listé, il doit maintenant faire la preuve de son innocuité.
Bien que des études de 1999 et 2002 n'aient montré aucun lien entre le trouble déficitaire de l'attention / hyperactivité et les colorants alimentaires,, une étude de 2008 suggère que six colorants (E102 Tartrazine, E104 Jaune de quinoléine, E110 Jaune orangé, E122 Azorubine, E124 Rouge cochenille A et E129 Rouge allura) pourraient, lorsqu'ils sont associés à des conservateurs du type benzoates (E210 acide benzoïque, E211 benzoate de sodium, etc.), modifier les paramètres d'attention des enfants diagnostiqués TDAH. Les personnes souffrant de TDAH seraient touchées au même titre que le reste de la population. En 2008, l'EFSA ne tient cependant pas entièrement compte de ces études, invoquant un manque de rigueur dans la recherche : ces colorants doivent être assortis en France et en Allemagne d'une mention « Peut avoir des effets indésirables sur l’activité et l’attention chez les enfants », mais restent autorisés.
En 2007, la Commission européenne a interdit l'utilisation du colorant rouge alimentaire Rouge 2G (E128) car son innocuité pour la santé n'était plus prouvée.

## Familles
Il existe plusieurs types de colorants alimentaires autorisés en alimentation : les colorants naturels (ex. : le vert de la chlorophylle), les colorants dérivés des colorants naturels (modifiés par le processus d'extraction ou un traitement chimique ultérieur, comme la norbixine ou les chlorophyllines), les colorants de synthèse fabriqués par l'industrie chimique qui comprend les colorants « identique nature » (qui existent dans la nature, mais produits industriellement, comme l'astaxanthine) et les colorants artificiels (qui n'ont pas d'équivalent dans la nature et sont généralement dérivés de la pétrochimie).

## Liste des colorants alimentaires affectés d'un numéro E
La première liste des colorants alimentaires leur attribuant un numéro E se trouve à l'annexe I de la directive 62/2645/EEC de 1962. Les colorants sont alors « triés », d'abord par couleur : 
- jaune  ↔ E10x ;
- orange ↔ E11x ;
- rouge ↔ E12x ;
- bleu ↔ E13x ;
- vert ↔ E14x ;
- brun ↔ E150 ;
- noir ↔ E15x ;
- nuances diverses ↔ E16x ;
- matières colorantes pour la coloration en surface seulement ↔ E17x ;
- matières colorantes pour certains usages seulement ↔ E18x.

À cette liste se sont ajoutées d'autres substances, dont certaines figuraient alors à l'annexe II (liste des matières colorantes dont l'usage était temporairement autorisé pour un délai de trois ans en raison de leur usage de fait — durée supposée être de transition). Par exemple, l'érythrosine, depuis affectée du numéro E127. D'autres n'ont reçu de permission que temporairement : ainsi le jaune chrysoïne S (alcannine) est inscrit aux deux annexes : à l'annexe I (substance autorisée) figure le « jaune chrysoïne S » sous le numéro E103, à l'annexe II (substance temporairement autorisée pour trois ans) figure l'orcanette, extrait de la racine d'alcanna tinctoria. C'est pourtant la même substance, finalement interdite en 1978 pour l'usage alimentaire car toxique.
| No         | Nom(s)                                              | Couleur(s)                                                              | Commentaire(s) | Commentaire(s) | Commentaire(s) |
| ---------- | --------------------------------------------------- | ----------------------------------------------------------------------- | --- | --- | --- |
| E100       | Curcumines                                          |                                                                         | La curcumine est le pigment principal du curcuma, tous les deux peuvent être utilisés comme additifs dans de nombreuses préparations. | La curcumine est le pigment principal du curcuma, tous les deux peuvent être utilisés comme additifs dans de nombreuses préparations. | La curcumine est le pigment principal du curcuma, tous les deux peuvent être utilisés comme additifs dans de nombreuses préparations. |
| E100(i)    | Curcumine                                           | Jaune                                                                   | La curcumine désigne le composé chimique purifié. | La curcumine désigne le composé chimique purifié. | La curcumine désigne le composé chimique purifié. |
| E100(ii)   | Curcuma                                             | Jaune                                                                   | Le curcuma est la plante dont est extraite la curcumine. | Le curcuma est la plante dont est extraite la curcumine. | Le curcuma est la plante dont est extraite la curcumine. |
| E101       | Riboflavines                                        |                                                                         | Également appelée lactoflavine, cette vitamine est autorisée dans de nombreuses préparations. Sa DJA est de 0,5 mg/kg mc. | Également appelée lactoflavine, cette vitamine est autorisée dans de nombreuses préparations. Sa DJA est de 0,5 mg/kg mc. | Également appelée lactoflavine, cette vitamine est autorisée dans de nombreuses préparations. Sa DJA est de 0,5 mg/kg mc. |
| E101(i)    | Riboflavine (vitamine B2)                           | Jaune                                                                   | Obtenue par synthèse chimique | Obtenue par synthèse chimique | Obtenue par synthèse chimique |
| E101a(ii)  | Riboflavine-5′-phosphate                            | Jaune                                                                   | Dérivé phosphaté de la vitamine, également produit in vivo à partir de la riboflavine par réaction enzymatique. La forme sodique porte le numéro E106. | Dérivé phosphaté de la vitamine, également produit in vivo à partir de la riboflavine par réaction enzymatique. La forme sodique porte le numéro E106. | Dérivé phosphaté de la vitamine, également produit in vivo à partir de la riboflavine par réaction enzymatique. La forme sodique porte le numéro E106. |
| E101(iii)  | Riboflavine                                         | Jaune                                                                   | Produite par fermentation bactérienne à partir de bacillus subtilis. | Produite par fermentation bactérienne à partir de bacillus subtilis. | Produite par fermentation bactérienne à partir de bacillus subtilis. |
| E102       | Tartrazine                                          | Jaune                                                                   | Colorant azoïque de synthèse, la tartrazine est autorisée, d'après le codex Alimentarius, à hauteur de 50 mg/kg dans les soupes et potages. Sa DJA est de 7,5 mg/kg de mc/jour. Elle a été un temps interdite dans certains pays, mais la plupart ont levé cette interdiction à la suite des effets de la mondialisation. Son usage doit s'accompagner en France de la mention « Peut avoir des effets indésirables sur l’activité et l’attention chez les enfants ».                              | Colorant azoïque de synthèse, la tartrazine est autorisée, d'après le codex Alimentarius, à hauteur de 50 mg/kg dans les soupes et potages. Sa DJA est de 7,5 mg/kg de mc/jour. Elle a été un temps interdite dans certains pays, mais la plupart ont levé cette interdiction à la suite des effets de la mondialisation. Son usage doit s'accompagner en France de la mention « Peut avoir des effets indésirables sur l’activité et l’attention chez les enfants ».                              | Colorant azoïque de synthèse, la tartrazine est autorisée, d'après le codex Alimentarius, à hauteur de 50 mg/kg dans les soupes et potages. Sa DJA est de 7,5 mg/kg de mc/jour. Elle a été un temps interdite dans certains pays, mais la plupart ont levé cette interdiction à la suite des effets de la mondialisation. Son usage doit s'accompagner en France de la mention « Peut avoir des effets indésirables sur l’activité et l’attention chez les enfants ».                              |
| E103       | Chrysoïne S                                         | Jaune                                                                   | L'alkannine, ou jaune chrysoïne S, est un colorant naturel brun-rouge extrait de l'orcanette des teinturiers. Toxique, il est interdit depuis 1978. | L'alkannine, ou jaune chrysoïne S, est un colorant naturel brun-rouge extrait de l'orcanette des teinturiers. Toxique, il est interdit depuis 1978. | L'alkannine, ou jaune chrysoïne S, est un colorant naturel brun-rouge extrait de l'orcanette des teinturiers. Toxique, il est interdit depuis 1978. |
| E104       | Jaune de quinoléine                                 | Jaune                                                                   | Le jaune de quinoléine est un colorant de synthèse. Sa DJA est de 10 mg/kg mc. Il est interdit au japon et dans l'alimentation aux États-Unis. Son usage doit s'accompagner en France de la mention « Peut avoir des effets indésirables sur l’activité et l’attention chez les enfants ». | Le jaune de quinoléine est un colorant de synthèse. Sa DJA est de 10 mg/kg mc. Il est interdit au japon et dans l'alimentation aux États-Unis. Son usage doit s'accompagner en France de la mention « Peut avoir des effets indésirables sur l’activité et l’attention chez les enfants ». | Le jaune de quinoléine est un colorant de synthèse. Sa DJA est de 10 mg/kg mc. Il est interdit au japon et dans l'alimentation aux États-Unis. Son usage doit s'accompagner en France de la mention « Peut avoir des effets indésirables sur l’activité et l’attention chez les enfants ». |
| E105       | Jaune solide                                        | Jaune                                                                   | Le jaune solide est un colorant azoïque de synthèse. Toxique (et notamment allergisant), il n'est plus utilisé ni en Europe, ni aux États-Unis. | Le jaune solide est un colorant azoïque de synthèse. Toxique (et notamment allergisant), il n'est plus utilisé ni en Europe, ni aux États-Unis. | Le jaune solide est un colorant azoïque de synthèse. Toxique (et notamment allergisant), il n'est plus utilisé ni en Europe, ni aux États-Unis. |
| E106       | 5'-Phosphate sodique de riboflavine                 | Jaune                                                                   | Voir aussi E101a(ii) : Il s'agit de la forme sodique du phosphate de riboflavine, plus soluble dans l'eau. | Voir aussi E101a(ii) : Il s'agit de la forme sodique du phosphate de riboflavine, plus soluble dans l'eau. | Voir aussi E101a(ii) : Il s'agit de la forme sodique du phosphate de riboflavine, plus soluble dans l'eau. |
| E107       | Jaune 2G                                            | Jaune                                                                   | Le jaune 2G est un colorant azoïque de synthèse. Fortement allergisant, son usage est interdit. | Le jaune 2G est un colorant azoïque de synthèse. Fortement allergisant, son usage est interdit. | Le jaune 2G est un colorant azoïque de synthèse. Fortement allergisant, son usage est interdit. |
| E110       | Jaune orangé S                                      | Orange                                                                  | Colorant de synthèse, le jaune orangé sunset est autorisé dans de nombreux produits d'après le codex Alimentarius, à hauteur de 400 mg/kg au maximum. Sa DJA est de 2,5 mg/kg mc. Son usage doit s'accompagner en France de la mention « Peut avoir des effets indésirables sur l’activité et l’attention chez les enfants ». | Colorant de synthèse, le jaune orangé sunset est autorisé dans de nombreux produits d'après le codex Alimentarius, à hauteur de 400 mg/kg au maximum. Sa DJA est de 2,5 mg/kg mc. Son usage doit s'accompagner en France de la mention « Peut avoir des effets indésirables sur l’activité et l’attention chez les enfants ». | Colorant de synthèse, le jaune orangé sunset est autorisé dans de nombreux produits d'après le codex Alimentarius, à hauteur de 400 mg/kg au maximum. Sa DJA est de 2,5 mg/kg mc. Son usage doit s'accompagner en France de la mention « Peut avoir des effets indésirables sur l’activité et l’attention chez les enfants ». |
| E111       | Orange GGN, orange d'α-naphtol                      | Orange                                                                  | Colorant issu de la chimie du pétrole, il est interdit d'usage alimentaire depuis 1978 en raison de la découverte de sa toxicité. | Colorant issu de la chimie du pétrole, il est interdit d'usage alimentaire depuis 1978 en raison de la découverte de sa toxicité. | Colorant issu de la chimie du pétrole, il est interdit d'usage alimentaire depuis 1978 en raison de la découverte de sa toxicité. |
| E120       | Acide carminique (ou carmin)                        | Rouge                                                                   | Aussi appelé rouge de cochenille, ce colorant d'origine naturelle est utilisé dans un grand nombre de préparations. Le composé lui-même peut être préparé par synthèse chimique, mais le colorant alimentaire autorisé est extrait d'insectes. | Aussi appelé rouge de cochenille, ce colorant d'origine naturelle est utilisé dans un grand nombre de préparations. Le composé lui-même peut être préparé par synthèse chimique, mais le colorant alimentaire autorisé est extrait d'insectes. | Aussi appelé rouge de cochenille, ce colorant d'origine naturelle est utilisé dans un grand nombre de préparations. Le composé lui-même peut être préparé par synthèse chimique, mais le colorant alimentaire autorisé est extrait d'insectes. |
| E121       | Rouge citrus n°2                                    | Rouge                                                                   | Ce colorant synthétique azoïque est encore utilisé aux États-Unis pour colorer la peau des oranges, mais il est interdit dans l'Union européenne. | Ce colorant synthétique azoïque est encore utilisé aux États-Unis pour colorer la peau des oranges, mais il est interdit dans l'Union européenne. | Ce colorant synthétique azoïque est encore utilisé aux États-Unis pour colorer la peau des oranges, mais il est interdit dans l'Union européenne. |
| E122       | Azorubine (ou carmoisine)                           | Rouge                                                                   | Colorant de synthèse, sa DJA est de 4 mg/kg mc. Son usage doit s'accompagner en France de la mention « Peut avoir des effets indésirables sur l’activité et l’attention chez les enfants ». Il est interdit aux États-Unis. | Colorant de synthèse, sa DJA est de 4 mg/kg mc. Son usage doit s'accompagner en France de la mention « Peut avoir des effets indésirables sur l’activité et l’attention chez les enfants ». Il est interdit aux États-Unis. | Colorant de synthèse, sa DJA est de 4 mg/kg mc. Son usage doit s'accompagner en France de la mention « Peut avoir des effets indésirables sur l’activité et l’attention chez les enfants ». Il est interdit aux États-Unis. |
| E123       | Amarante                                            | Rouge                                                                   | Colorant azoïque synthétique, l'amarante est interdite aux États-Unis en raison de sa toxicité. En Europe, sa DJA a été abaissée à 0,15 mg/kg mc en 2010. | Colorant azoïque synthétique, l'amarante est interdite aux États-Unis en raison de sa toxicité. En Europe, sa DJA a été abaissée à 0,15 mg/kg mc en 2010. | Colorant azoïque synthétique, l'amarante est interdite aux États-Unis en raison de sa toxicité. En Europe, sa DJA a été abaissée à 0,15 mg/kg mc en 2010. |
| E124       | Ponceau 4R, rouge cochenille A                      | Rouge                                                                   | Ce colorant azoïque de synthèse remplace parfois le rouge de cochenille (E120) car il est moins cher. Sa DJA a été revue à la baisse à 0,7 mg/kg mc en Europe, il est interdit aux États-Unis, et son usage doit s'accompagner en France de la mention « Peut avoir des effets indésirables sur l’activité et l’attention chez les enfants ». | Ce colorant azoïque de synthèse remplace parfois le rouge de cochenille (E120) car il est moins cher. Sa DJA a été revue à la baisse à 0,7 mg/kg mc en Europe, il est interdit aux États-Unis, et son usage doit s'accompagner en France de la mention « Peut avoir des effets indésirables sur l’activité et l’attention chez les enfants ». | Ce colorant azoïque de synthèse remplace parfois le rouge de cochenille (E120) car il est moins cher. Sa DJA a été revue à la baisse à 0,7 mg/kg mc en Europe, il est interdit aux États-Unis, et son usage doit s'accompagner en France de la mention « Peut avoir des effets indésirables sur l’activité et l’attention chez les enfants ». |
| E125       | Ponceau SX, écarlate GN                             | Rouge                                                                   | Ce colorant synthétique toxique est maintenant interdit pour l'usage alimentaire. | Ce colorant synthétique toxique est maintenant interdit pour l'usage alimentaire. | Ce colorant synthétique toxique est maintenant interdit pour l'usage alimentaire. |
| E126       | Ponceau 6R                                          | Rouge                                                                   | Colorant azoïque synthétique, le ponceau 6R est interdit dans l'Union européenne depuis 1977. | Colorant azoïque synthétique, le ponceau 6R est interdit dans l'Union européenne depuis 1977. | Colorant azoïque synthétique, le ponceau 6R est interdit dans l'Union européenne depuis 1977. |
| E127       | Érythrosine                                         | Rouge                                                                   | Colorant de synthèse, sa DJA est de 0,1 mg/kg mc. Elle est autorisée à hauteur de 200 mg/kg au maximum dans les cerises confites d'après le codex Alimentarius. | Colorant de synthèse, sa DJA est de 0,1 mg/kg mc. Elle est autorisée à hauteur de 200 mg/kg au maximum dans les cerises confites d'après le codex Alimentarius. | Colorant de synthèse, sa DJA est de 0,1 mg/kg mc. Elle est autorisée à hauteur de 200 mg/kg au maximum dans les cerises confites d'après le codex Alimentarius. |
| E128       | Rouge 2G                                            | Rouge                                                                   | Colorant azoïque de synthèse, il est maintenant interdit en raison de sa toxicité. | Colorant azoïque de synthèse, il est maintenant interdit en raison de sa toxicité. | Colorant azoïque de synthèse, il est maintenant interdit en raison de sa toxicité. |
| E129       | Rouge allura AC                                     | Rouge                                                                   | Colorant azoïque issu du pétrole, sa DJA est de 7 mg/kg mc. Il est autorisé par le codex Alimentarius à hauteur de 300 mg/kg dans de nombreuses préparations. | Colorant azoïque issu du pétrole, sa DJA est de 7 mg/kg mc. Il est autorisé par le codex Alimentarius à hauteur de 300 mg/kg dans de nombreuses préparations. | Colorant azoïque issu du pétrole, sa DJA est de 7 mg/kg mc. Il est autorisé par le codex Alimentarius à hauteur de 300 mg/kg dans de nombreuses préparations. |
| E130       | Manascorubine (ou bleu d'indanthrène)               | Bleu                                                                    | Colorant synthétique issu de l'anthracène, il est interdit depuis 1977. | Colorant synthétique issu de l'anthracène, il est interdit depuis 1977. | Colorant synthétique issu de l'anthracène, il est interdit depuis 1977. |
| E131       | Bleu patenté V                                      | Bleu                                                                    | Colorant issu de la pétrochimie, il n'est pas listé par le codex Alimentarius. Il est autorisé en Europe, mais pas aux États-Unis. | Colorant issu de la pétrochimie, il n'est pas listé par le codex Alimentarius. Il est autorisé en Europe, mais pas aux États-Unis. | Colorant issu de la pétrochimie, il n'est pas listé par le codex Alimentarius. Il est autorisé en Europe, mais pas aux États-Unis. |
| E132       | Carmin d'indigo (indigotine)                        | Bleu                                                                    | Le carmin d'indigo est le dérivé synthétique (par sulfonation) d'un composé naturel extrait de l'indigo, l'indigotine. Sa DJA est de 5 mg/kg mc. | Le carmin d'indigo est le dérivé synthétique (par sulfonation) d'un composé naturel extrait de l'indigo, l'indigotine. Sa DJA est de 5 mg/kg mc. | Le carmin d'indigo est le dérivé synthétique (par sulfonation) d'un composé naturel extrait de l'indigo, l'indigotine. Sa DJA est de 5 mg/kg mc. |
| E133       | Bleu brillant FCF                                   | Bleu                                                                    | Colorant synthétique, sa DJA est de 6 mg/kg mc (elle a été deux fois revue à la baisse, en 1984 et en 2010). Il est notamment employé dans certaines confiseries et dans le curuaço. | Colorant synthétique, sa DJA est de 6 mg/kg mc (elle a été deux fois revue à la baisse, en 1984 et en 2010). Il est notamment employé dans certaines confiseries et dans le curuaço. | Colorant synthétique, sa DJA est de 6 mg/kg mc (elle a été deux fois revue à la baisse, en 1984 et en 2010). Il est notamment employé dans certaines confiseries et dans le curuaço. |
| E140       | Chlorophylles et chlorophyllines                    | Vert                                                                    | Les chlorophylles sont les pigments naturels des plantes, qui leur servent à la photosynthèse. | Les chlorophylles sont les pigments naturels des plantes, qui leur servent à la photosynthèse. | Les chlorophylles sont les pigments naturels des plantes, qui leur servent à la photosynthèse. |
| E140(i)    | Chlorophylles                                       | Vert                                                                    | Colorant naturel extrait de plantes vertes | Colorant naturel extrait de plantes vertes | Colorant naturel extrait de plantes vertes |
| E140(ii)   | Chlorophyllines                                     | Vert                                                                    | Obtenues par saponification des chlorophylles, pour les rendre plus solubles dans l'eau. | Obtenues par saponification des chlorophylles, pour les rendre plus solubles dans l'eau. | Obtenues par saponification des chlorophylles, pour les rendre plus solubles dans l'eau. |
| E141       | Complexes cuivre-chlorophylles et chlorophyllines   | Vert                                                                    | Les complexes cuivriques sont obtenus à partir des chlorophylles et chlorophyllines par addition de sels de cuivre, de manière à les stabiliser. La chlorophylline naturel chélate un ion magnésium, celui-ci est remplacé par du cuivre. Leur DJA est de 15 mg/kg mc. | Les complexes cuivriques sont obtenus à partir des chlorophylles et chlorophyllines par addition de sels de cuivre, de manière à les stabiliser. La chlorophylline naturel chélate un ion magnésium, celui-ci est remplacé par du cuivre. Leur DJA est de 15 mg/kg mc. | Les complexes cuivriques sont obtenus à partir des chlorophylles et chlorophyllines par addition de sels de cuivre, de manière à les stabiliser. La chlorophylline naturel chélate un ion magnésium, celui-ci est remplacé par du cuivre. Leur DJA est de 15 mg/kg mc. |
| E141(i)    | Chlorophylles                                       | Vert                                                                    | Dérivé au cuivre du colorant naturel extrait de plantes vertes. | Dérivé au cuivre du colorant naturel extrait de plantes vertes. | Dérivé au cuivre du colorant naturel extrait de plantes vertes. |
| E141(ii)   | Chlorophyllines                                     | Vert                                                                    | Dérivé au cuivre des chlorophyllines. | Dérivé au cuivre des chlorophyllines. | Dérivé au cuivre des chlorophyllines. |
| E142       | Vert acide brillant BS, vert lissamine              | Vert                                                                    | Colorant de synthèse, sa DJA est fixée à 5 mg/kg mc en Europe. Il est interdit au Canada, aux États-Unis et au Japon. Il n'est pas listé aux codex Alimentarius. | Colorant de synthèse, sa DJA est fixée à 5 mg/kg mc en Europe. Il est interdit au Canada, aux États-Unis et au Japon. Il n'est pas listé aux codex Alimentarius. | Colorant de synthèse, sa DJA est fixée à 5 mg/kg mc en Europe. Il est interdit au Canada, aux États-Unis et au Japon. Il n'est pas listé aux codex Alimentarius. |
| E143       | Vert solide FCF                                     | Vert - bleu                                                             | Colorant de synthèse, il est listé au codex comme pouvant être ajouté à hauteur de 100 mg/kg dans de nombreuses préparations, et jusqu'à 600 mg/kg dans les compléments alimentaires. Il est en revanche interdit dans l'Union européenne. | Colorant de synthèse, il est listé au codex comme pouvant être ajouté à hauteur de 100 mg/kg dans de nombreuses préparations, et jusqu'à 600 mg/kg dans les compléments alimentaires. Il est en revanche interdit dans l'Union européenne. | Colorant de synthèse, il est listé au codex comme pouvant être ajouté à hauteur de 100 mg/kg dans de nombreuses préparations, et jusqu'à 600 mg/kg dans les compléments alimentaires. Il est en revanche interdit dans l'Union européenne. |
| E150       | Caramel                                             | Nuances orangé à marron                                                 | Le colorant caramel est à distinguer du caramel naturel, les procédés d'obtention industriels pouvant largement différer de la simple cuisine. Les quatre types existant diffèrent tant par la couleur que par le procédé d'obtention. La DJA est de 300 mg/kg mc pour l'ensemble de ces colorants. | Le colorant caramel est à distinguer du caramel naturel, les procédés d'obtention industriels pouvant largement différer de la simple cuisine. Les quatre types existant diffèrent tant par la couleur que par le procédé d'obtention. La DJA est de 300 mg/kg mc pour l'ensemble de ces colorants. | Le colorant caramel est à distinguer du caramel naturel, les procédés d'obtention industriels pouvant largement différer de la simple cuisine. Les quatre types existant diffèrent tant par la couleur que par le procédé d'obtention. La DJA est de 300 mg/kg mc pour l'ensemble de ces colorants. |
| E150a      | Caramel ordinaire                                   | Jaune orangé                                                            | Préparé par chauffage de glucides, éventuellement en présence de soude ou d'acides. | Préparé par chauffage de glucides, éventuellement en présence de soude ou d'acides. | Préparé par chauffage de glucides, éventuellement en présence de soude ou d'acides. |
| E150b      | Caramel de sulfite caustique                        | Jaune orangé                                                            | Préparé par chauffage de glucides, en présence de sulfites, et éventuellement également de soude ou d'acides. Sa DJA est de 160 mg/kg mc. | Préparé par chauffage de glucides, en présence de sulfites, et éventuellement également de soude ou d'acides. Sa DJA est de 160 mg/kg mc. | Préparé par chauffage de glucides, en présence de sulfites, et éventuellement également de soude ou d'acides. Sa DJA est de 160 mg/kg mc. |
| E150c      | Caramel ammoniacal                                  | Gris - marron                                                           | Préparé par chauffage de glucides, en présence de composés d'ammonium, et éventuellement également de soude ou d'acides. Sa DJA est de 100 mg/kg mc. | Préparé par chauffage de glucides, en présence de composés d'ammonium, et éventuellement également de soude ou d'acides. Sa DJA est de 100 mg/kg mc. | Préparé par chauffage de glucides, en présence de composés d'ammonium, et éventuellement également de soude ou d'acides. Sa DJA est de 100 mg/kg mc. |
| E150d      | Caramel au sulfite d'ammonium                       | Gris - marron                                                           | Préparé par chauffage de glucides, en présence de composés d'ammonium et de sulfites, et éventuellement également de soude ou d'acides. C'est la classe la plus utilisée (plus de 70 % de la production). Sa DJA est de 200 mg/kg mc. | Préparé par chauffage de glucides, en présence de composés d'ammonium et de sulfites, et éventuellement également de soude ou d'acides. C'est la classe la plus utilisée (plus de 70 % de la production). Sa DJA est de 200 mg/kg mc. | Préparé par chauffage de glucides, en présence de composés d'ammonium et de sulfites, et éventuellement également de soude ou d'acides. C'est la classe la plus utilisée (plus de 70 % de la production). Sa DJA est de 200 mg/kg mc. |
| E151       | Noir brillant BN, noir PN                           | Noir                                                                    | Colorant de synthèse issu du pétrole, il est autorisé dans l'Union européenne mais non listé au codex Alimentarius (et interdit par défaut aux États-Unis). Sa DJA est de 5 mg/kg mc. | Colorant de synthèse issu du pétrole, il est autorisé dans l'Union européenne mais non listé au codex Alimentarius (et interdit par défaut aux États-Unis). Sa DJA est de 5 mg/kg mc. | Colorant de synthèse issu du pétrole, il est autorisé dans l'Union européenne mais non listé au codex Alimentarius (et interdit par défaut aux États-Unis). Sa DJA est de 5 mg/kg mc. |
| E152       | Noir de carbone                                     | Noir                                                                    | Colorant issu du pétrole, il est interdit pour l'usage alimentaire. | Colorant issu du pétrole, il est interdit pour l'usage alimentaire. | Colorant issu du pétrole, il est interdit pour l'usage alimentaire. |
| E153       | Charbon végétal                                     | Noir                                                                    | Charbon actif obtenu par calcination de matières végétale, c'est un colorant autorisé dans l'alimentation biologique. | Charbon actif obtenu par calcination de matières végétale, c'est un colorant autorisé dans l'alimentation biologique. | Charbon actif obtenu par calcination de matières végétale, c'est un colorant autorisé dans l'alimentation biologique. |
| E154       | Brun FK                                             | Noir                                                                    | D'usage d'abord restreint en raison d'absence de preuve de son innocuité, ce mélange de colorants synthétiques a été réintroduit en Europe à la suite de l'harmonisation de la règlementation européenne, puis de nouveau abandonné pour son peu d'intérêt commercial. Avant son abandon, il n'était pratiquement utilisé que pour la coloration des harengs fumés (Kipper). | D'usage d'abord restreint en raison d'absence de preuve de son innocuité, ce mélange de colorants synthétiques a été réintroduit en Europe à la suite de l'harmonisation de la règlementation européenne, puis de nouveau abandonné pour son peu d'intérêt commercial. Avant son abandon, il n'était pratiquement utilisé que pour la coloration des harengs fumés (Kipper). | D'usage d'abord restreint en raison d'absence de preuve de son innocuité, ce mélange de colorants synthétiques a été réintroduit en Europe à la suite de l'harmonisation de la règlementation européenne, puis de nouveau abandonné pour son peu d'intérêt commercial. Avant son abandon, il n'était pratiquement utilisé que pour la coloration des harengs fumés (Kipper). |
| E155       | Brun chocolat HT                                    | Noir                                                                    | Colorant azoïque synthétique issu de la pétrochimie, sa DJA est de 1,5 mg/kg mc en Europe. Il est interdit aux États-Unis et au Canada. | Colorant azoïque synthétique issu de la pétrochimie, sa DJA est de 1,5 mg/kg mc en Europe. Il est interdit aux États-Unis et au Canada. | Colorant azoïque synthétique issu de la pétrochimie, sa DJA est de 1,5 mg/kg mc en Europe. Il est interdit aux États-Unis et au Canada. |
| E160       | Caroténoïdes                                        | Nuances rouge et orange                                                 | Les caroténoïdes sont une famille de pigments naturels que l'on retrouve entre autres dans les abricots, les carottes ou les langoustes. | Les caroténoïdes sont une famille de pigments naturels que l'on retrouve entre autres dans les abricots, les carottes ou les langoustes. | Les caroténoïdes sont une famille de pigments naturels que l'on retrouve entre autres dans les abricots, les carottes ou les langoustes. |
| E160a      | β-carotène                                          | Orange                                                                  | Le β-carotène est un caroténoïde courant, que l'on retrouve notamment dans les carottes. Le classement i-iv précise l'origine du colorant. | Le β-carotène est un caroténoïde courant, que l'on retrouve notamment dans les carottes. Le classement i-iv précise l'origine du colorant. | Le β-carotène est un caroténoïde courant, que l'on retrouve notamment dans les carottes. Le classement i-iv précise l'origine du colorant. |
| E160a(i)   | β-carotène                                          | Orange                                                                  | Produit par synthèse, isomère tout-trans avec de faibles quantités d'impuretés. DJA 5 mg/kg mc. | Produit par synthèse, isomère tout-trans avec de faibles quantités d'impuretés. DJA 5 mg/kg mc. | Produit par synthèse, isomère tout-trans avec de faibles quantités d'impuretés. DJA 5 mg/kg mc. |
| E160a(ii)  | Caroténoïdes extraits de légumes                    | Orange                                                                  | Extrait de légumes (carottes, luzerne, autres végétaux comestibles) | Extrait de légumes (carottes, luzerne, autres végétaux comestibles) | Extrait de légumes (carottes, luzerne, autres végétaux comestibles) |
| E160a(iii) | β-carotène                                          | Orange                                                                  | Extrait du champignon de type moisissure Blakeslea trispora. DJA de 5 mg/kg mc. | Extrait du champignon de type moisissure Blakeslea trispora. DJA de 5 mg/kg mc. | Extrait du champignon de type moisissure Blakeslea trispora. DJA de 5 mg/kg mc. |
| E160a(iv)  | β-carotène                                          | Orange                                                                  | Extrait par huile essentielle d'algues Dunaliella salina. | Extrait par huile essentielle d'algues Dunaliella salina. | Extrait par huile essentielle d'algues Dunaliella salina. |
| E160b      | Rocou (ou annatto)                                  | Orange                                                                  | Le rocou est une plante riche en caroténoïdes et apocaroténoïdes. Son huile et ses dérivés, la bixine et la norbixine, sont admis en agriculture biologique. Sa DJA est de 0,6 mg/kg mc. | Le rocou est une plante riche en caroténoïdes et apocaroténoïdes. Son huile et ses dérivés, la bixine et la norbixine, sont admis en agriculture biologique. Sa DJA est de 0,6 mg/kg mc. | Le rocou est une plante riche en caroténoïdes et apocaroténoïdes. Son huile et ses dérivés, la bixine et la norbixine, sont admis en agriculture biologique. Sa DJA est de 0,6 mg/kg mc. |
| E160b(i)   | Bixine (rocou)                                      | Orange                                                                  | La bixine est extraite du rocou par solvants. | La bixine est extraite du rocou par solvants. | La bixine est extraite du rocou par solvants. |
| E160b(ii)  | Norbixine (rocou)                                   | Orange                                                                  | La norbixine est produite à partir de la bixine du rocou par hydrolyse alcaline. | La norbixine est produite à partir de la bixine du rocou par hydrolyse alcaline. | La norbixine est produite à partir de la bixine du rocou par hydrolyse alcaline. |
| E160c      | Extrait de paprika                                  | Orange                                                                  | L'oléorésine de paprika, riche en capsanthéine et capsorubine (colorants rouge orangé) est parfois aussi utilisée comme arôme. | L'oléorésine de paprika, riche en capsanthéine et capsorubine (colorants rouge orangé) est parfois aussi utilisée comme arôme. | L'oléorésine de paprika, riche en capsanthéine et capsorubine (colorants rouge orangé) est parfois aussi utilisée comme arôme. |
| E160d      | Lycopène                                            | Orange                                                                  | Ce colorant d'origine naturelle peut éventuellement être obtenu à partir de sources OGM. | Ce colorant d'origine naturelle peut éventuellement être obtenu à partir de sources OGM. | Ce colorant d'origine naturelle peut éventuellement être obtenu à partir de sources OGM. |
| E160d(i)   | Lycopène                                            | Orange                                                                  | Synthétique | Synthétique | Synthétique |
| E160d(ii)  | Lycopène                                            | Orange                                                                  | Extrait par solvants à partir de tomates rouges | Extrait par solvants à partir de tomates rouges | Extrait par solvants à partir de tomates rouges |
| E160d(iii) | Lycopène                                            | Orange                                                                  | Extrait de Blakeslea trispora (champignon de type moisissure) | Extrait de Blakeslea trispora (champignon de type moisissure) | Extrait de Blakeslea trispora (champignon de type moisissure) |
| E160e      | Caroténoïde Piment ou Apocaroténal 8' (C30)         | Rouge                                                                   | Colorant considéré comme sans danger, il est utilisé dans une large gamme de préparations culinaire. Son mode de préparation est incertain, il peut être produit par synthèse ou par extraction. Sa DJA est de 0,3 mg/kg mc. | Colorant considéré comme sans danger, il est utilisé dans une large gamme de préparations culinaire. Son mode de préparation est incertain, il peut être produit par synthèse ou par extraction. Sa DJA est de 0,3 mg/kg mc. | Colorant considéré comme sans danger, il est utilisé dans une large gamme de préparations culinaire. Son mode de préparation est incertain, il peut être produit par synthèse ou par extraction. Sa DJA est de 0,3 mg/kg mc. |
| E160f      | Ester éthylique de l'acide -apocaroténique-8' (C30) | Orange                                                                  | Dérivé du E160e, sa DJA est de 5 mg/kg mc. | Dérivé du E160e, sa DJA est de 5 mg/kg mc. | Dérivé du E160e, sa DJA est de 5 mg/kg mc. |
| E161       | Xanthophylle                                        | Jaune                                                                   | Les xanthophylles sont une famille de colorants de type caroténoïde. Ils peuvent être synthétiques ou extraits de plantes. | Les xanthophylles sont une famille de colorants de type caroténoïde. Ils peuvent être synthétiques ou extraits de plantes. | Les xanthophylles sont une famille de colorants de type caroténoïde. Ils peuvent être synthétiques ou extraits de plantes. |
| E161a      | Flavoxanthine                                       | Jaune                                                                   | Colorant naturel d'usage limité, non listé dans l'Union européenne ou dans le codex Alimentarius. | Colorant naturel d'usage limité, non listé dans l'Union européenne ou dans le codex Alimentarius. | Colorant naturel d'usage limité, non listé dans l'Union européenne ou dans le codex Alimentarius. |
| E161b      | Lutéine                                             | Jaune                                                                   | La lutéine est un colorant jaune que l'on retrouve notamment dans les œufs. | La lutéine est un colorant jaune que l'on retrouve notamment dans les œufs. | La lutéine est un colorant jaune que l'on retrouve notamment dans les œufs. |
| E161b(i)   | Lutéine purifiée                                    | Jaune                                                                   | Composé purifié issu de Tagetes erecta (rose d'inde) | Composé purifié issu de Tagetes erecta (rose d'inde) | Composé purifié issu de Tagetes erecta (rose d'inde) |
| E161b(ii)  | Extrait brut                                        | Jaune                                                                   | Extrait brut de Tagetes erecta | Extrait brut de Tagetes erecta | Extrait brut de Tagetes erecta |
| E161c      | Cryptoxanthine                                      | Jaune                                                                   | D'origine naturelle, elle est peu utilisée comme colorant (et non listée tant au codex que dans l'Union européenne), davantage comme complément alimentaire. | D'origine naturelle, elle est peu utilisée comme colorant (et non listée tant au codex que dans l'Union européenne), davantage comme complément alimentaire. | D'origine naturelle, elle est peu utilisée comme colorant (et non listée tant au codex que dans l'Union européenne), davantage comme complément alimentaire. |
| E161d      | Rubixanthine                                        | Jaune                                                                   | D'origine naturelle, elle est peu utilisée comme colorant (et non listée tant au codex que dans l'Union européenne). | D'origine naturelle, elle est peu utilisée comme colorant (et non listée tant au codex que dans l'Union européenne). | D'origine naturelle, elle est peu utilisée comme colorant (et non listée tant au codex que dans l'Union européenne). |
| E161e      | Violaxanthine                                       | Jaune                                                                   | Colorant naturel d'usage limité, non listé dans l'Union européenne ou dans le codex Alimentarius. | Colorant naturel d'usage limité, non listé dans l'Union européenne ou dans le codex Alimentarius. | Colorant naturel d'usage limité, non listé dans l'Union européenne ou dans le codex Alimentarius. |
| E161f      | Rhodoxanthine                                       | Rouge                                                                   | Colorant naturel d'usage limité, non listé dans l'Union européenne ou dans le codex Alimentarius. | Colorant naturel d'usage limité, non listé dans l'Union européenne ou dans le codex Alimentarius. | Colorant naturel d'usage limité, non listé dans l'Union européenne ou dans le codex Alimentarius. |
| E161g      | Canthaxanthine                                      | Orange                                                                  | Bien que la canthaxanthine existe dans la nature, c'est la forme synthétique qui est utilisée comme colorant alimentaire. Sa DJA est de 0,03 mg/kg mc, mais l'apport alimentaire est plutôt du aux compléments alimentaires qu'à sa présence comme colorant. | Bien que la canthaxanthine existe dans la nature, c'est la forme synthétique qui est utilisée comme colorant alimentaire. Sa DJA est de 0,03 mg/kg mc, mais l'apport alimentaire est plutôt du aux compléments alimentaires qu'à sa présence comme colorant. | Bien que la canthaxanthine existe dans la nature, c'est la forme synthétique qui est utilisée comme colorant alimentaire. Sa DJA est de 0,03 mg/kg mc, mais l'apport alimentaire est plutôt du aux compléments alimentaires qu'à sa présence comme colorant. |
| E161h      | Zéaxanthine                                         | Orange rouge                                                            | La zéaxanthine est un colorant similaire à la lutéine. De fait elle est davantage utilisée comme complément alimentaire que comme colorant. | La zéaxanthine est un colorant similaire à la lutéine. De fait elle est davantage utilisée comme complément alimentaire que comme colorant. | La zéaxanthine est un colorant similaire à la lutéine. De fait elle est davantage utilisée comme complément alimentaire que comme colorant. |
| E161h(i)   | Zéaxanthine                                         | Orange rouge                                                            | Obtenu par synthèse | Obtenu par synthèse | Obtenu par synthèse |
| E161h(ii)  | Zéaxanthine                                         | Orange rouge                                                            | Origine naturelle, riche en extrait de Tagetes erecta. | Origine naturelle, riche en extrait de Tagetes erecta. | Origine naturelle, riche en extrait de Tagetes erecta. |
| E161i      | Citranaxanthine                                     | Orange rouge                                                            | Colorant d'origine naturelle, elle n'est pas utilisée dans l'alimentation humaine, mais peut être ajoutée à l'alimentation animale, spécialement des volailles, pour en colorer les produits. | Colorant d'origine naturelle, elle n'est pas utilisée dans l'alimentation humaine, mais peut être ajoutée à l'alimentation animale, spécialement des volailles, pour en colorer les produits. | Colorant d'origine naturelle, elle n'est pas utilisée dans l'alimentation humaine, mais peut être ajoutée à l'alimentation animale, spécialement des volailles, pour en colorer les produits. |
| E161j      | Astaxanthine                                        | Rose                                                                    | L'astaxanthine est produite industriellement à partir de micro-algues, éventuellement OGM. Elle n'est pas utilisée directement dans l'alimentation humaine, mais peut être ajoutée à l'alimentation animale, notamment pour colorer la chair des saumons. | L'astaxanthine est produite industriellement à partir de micro-algues, éventuellement OGM. Elle n'est pas utilisée directement dans l'alimentation humaine, mais peut être ajoutée à l'alimentation animale, notamment pour colorer la chair des saumons. | L'astaxanthine est produite industriellement à partir de micro-algues, éventuellement OGM. Elle n'est pas utilisée directement dans l'alimentation humaine, mais peut être ajoutée à l'alimentation animale, notamment pour colorer la chair des saumons. |
| E162       | Rouge de betterave, bétanine                        | Rouge                                                                   | | | |
| E163       | Anthocyanes                                         | Dépendant du pH - rouge à violacé aux pH rencontrés dans l'alimentaire. | Pigments naturels de fleurs, de feuilles, de fruits. La lettre spécifie le composé chimique, le classement i-v précise l'origine du colorant. La couleur du colorant peut dépendre des conditions physico-chimiques (notamment le pH). Si les molécules elles-mêmes sont des anti-oxydants auxquels on soupçonne des propriétés bénéfiques pour la santé humaine, le colorant alimentaire est également autorisé sous forme de laque aluminique, et peut contenir une grande quantité de sulfites. | Pigments naturels de fleurs, de feuilles, de fruits. La lettre spécifie le composé chimique, le classement i-v précise l'origine du colorant. La couleur du colorant peut dépendre des conditions physico-chimiques (notamment le pH). Si les molécules elles-mêmes sont des anti-oxydants auxquels on soupçonne des propriétés bénéfiques pour la santé humaine, le colorant alimentaire est également autorisé sous forme de laque aluminique, et peut contenir une grande quantité de sulfites. | Pigments naturels de fleurs, de feuilles, de fruits. La lettre spécifie le composé chimique, le classement i-v précise l'origine du colorant. La couleur du colorant peut dépendre des conditions physico-chimiques (notamment le pH). Si les molécules elles-mêmes sont des anti-oxydants auxquels on soupçonne des propriétés bénéfiques pour la santé humaine, le colorant alimentaire est également autorisé sous forme de laque aluminique, et peut contenir une grande quantité de sulfites. |
| E163(i)    |                                                     |                                                                         | Origine non spécifiée | Origine non spécifiée | Origine non spécifiée |
| E163(ii)   |                                                     |                                                                         | Extrait de peaux de raisin, c'est le seul colorant E163 répertorié par le codex Alimentarius. Sa DJA est de 2,5 mg/kg mc. | Extrait de peaux de raisin, c'est le seul colorant E163 répertorié par le codex Alimentarius. Sa DJA est de 2,5 mg/kg mc. | Extrait de peaux de raisin, c'est le seul colorant E163 répertorié par le codex Alimentarius. Sa DJA est de 2,5 mg/kg mc. |
| E163(iii)  |                                                     |                                                                         | Extrait de cassis | Extrait de cassis | Extrait de cassis |
| E163(iv)   |                                                     |                                                                         | Colorant du maïs pourpre | Colorant du maïs pourpre | Colorant du maïs pourpre |
| E163(v)    |                                                     |                                                                         | Colorant du chou rouge | Colorant du chou rouge | Colorant du chou rouge |
| E163a      | Cyanidine                                           |                                                                         | Pigment relativement instable présent dans les fruits rouges. | Pigment relativement instable présent dans les fruits rouges. | Pigment relativement instable présent dans les fruits rouges. |
| E163b      | Delphinidine                                        |                                                                         | | | |
| E163c      | Malvidine                                           |                                                                         | | | |
| E163d      | Pélargonidine                                       |                                                                         | | | |
| E163e      | Péonidine                                           |                                                                         | Le nom de ce colorant vient de la pivoine, dont il est l'un des pigments. | Le nom de ce colorant vient de la pivoine, dont il est l'un des pigments. | Le nom de ce colorant vient de la pivoine, dont il est l'un des pigments. |
| E163f      | Pétunidine                                          |                                                                         | Colorant d'abord identifié dans le pétunia, bien qu'il ne joue pas un rôle déterminant dans sa couleur. | Colorant d'abord identifié dans le pétunia, bien qu'il ne joue pas un rôle déterminant dans sa couleur. | Colorant d'abord identifié dans le pétunia, bien qu'il ne joue pas un rôle déterminant dans sa couleur. |
| E164       | Jaune de gardénia                                   | Jaune orangé                                                            | Colorant naturel de type caroténoïde composé de crocine et de crocétine, on le retrouve entre autres dans le safran - c'est le principal responsable de la couleur de celui-ci. Il n'est pas autorisé dans l'Union européenne. | Colorant naturel de type caroténoïde composé de crocine et de crocétine, on le retrouve entre autres dans le safran - c'est le principal responsable de la couleur de celui-ci. Il n'est pas autorisé dans l'Union européenne. | Colorant naturel de type caroténoïde composé de crocine et de crocétine, on le retrouve entre autres dans le safran - c'est le principal responsable de la couleur de celui-ci. Il n'est pas autorisé dans l'Union européenne. |
| E165       | Bleu de gardénia                                    | Bleu                                                                    | | | |
| E166       | Bois de santal                                      | Rouge                                                                   | Le bois de santal n'est pas listé comme additif par l'Union européenne, il est cependant autorisé aux États-Unis et au Canada. | Le bois de santal n'est pas listé comme additif par l'Union européenne, il est cependant autorisé aux États-Unis et au Canada. | Le bois de santal n'est pas listé comme additif par l'Union européenne, il est cependant autorisé aux États-Unis et au Canada. |
| E170       | Carbonate de calcium                                | Blanc                                                                   | Les carbonates de calcium sont des pigments minéraux blancs, issus de la craie, dont l'usage dans les denrées est relativement ancien - comme en témoigne Tobias Smollett, on l'utilisait déjà au XVIIIe siècle pour blanchir le pain. | Les carbonates de calcium sont des pigments minéraux blancs, issus de la craie, dont l'usage dans les denrées est relativement ancien - comme en témoigne Tobias Smollett, on l'utilisait déjà au XVIIIe siècle pour blanchir le pain. | Les carbonates de calcium sont des pigments minéraux blancs, issus de la craie, dont l'usage dans les denrées est relativement ancien - comme en témoigne Tobias Smollett, on l'utilisait déjà au XVIIIe siècle pour blanchir le pain. |
| E170(i)    | Carbonate de calcium                                | Blanc                                                                   | | | |
| E170(ii)   | Carbonate acide de calcium                          | Blanc                                                                   | | | |
| E171       | Oxyde de titane, dioxyde de titane,                 | Blanc                                                                   | Le dioxyde de titane est un colorant minéral blanc qui, outre ses applications comme colorant alimentaire, a des applications en cosmétique (notamment dans les crèmes solaires) et produits pharmaceutiques. Il n'a pas de dose journalière admissible, mais son innocuité est de plus en plus remise en cause. | Le dioxyde de titane est un colorant minéral blanc qui, outre ses applications comme colorant alimentaire, a des applications en cosmétique (notamment dans les crèmes solaires) et produits pharmaceutiques. Il n'a pas de dose journalière admissible, mais son innocuité est de plus en plus remise en cause. | Le dioxyde de titane est un colorant minéral blanc qui, outre ses applications comme colorant alimentaire, a des applications en cosmétique (notamment dans les crèmes solaires) et produits pharmaceutiques. Il n'a pas de dose journalière admissible, mais son innocuité est de plus en plus remise en cause. |
| E172       | Oxyde et hydroxyde de fer                           | Blanc, rouge, argent, or (diverses)                                     | | | |
| E172(i)    | Oxyde de fer                                        | Noir                                                                    | | | |
| E172(ii)   | Oxyde de fer(III)                                   | Rouge                                                                   | | | |
| E172(iii)  | Oxyde de fer                                        | Jaune                                                                   | | | |
| E173       | Aluminium                                           | Métal                                                                   | | | |
| E174       | Argent                                              | Métal                                                                   | | | |
| E175       | Or                                                  | Or                                                                      | En raison de son prix, l'or est peu utilisé dans l'agroalimentaire, il est cependant listé au codex et autorisé dans l'Union européenne dans l'enrobage de confiseries, les décorations de chocolat, et dans les liqueurs. Sa toxicité est mal connue sous ces formes ingérées : il est chimiquement très peu réactif sous sa forme métallique, mais susceptible d'être bio-accumulé. | En raison de son prix, l'or est peu utilisé dans l'agroalimentaire, il est cependant listé au codex et autorisé dans l'Union européenne dans l'enrobage de confiseries, les décorations de chocolat, et dans les liqueurs. Sa toxicité est mal connue sous ces formes ingérées : il est chimiquement très peu réactif sous sa forme métallique, mais susceptible d'être bio-accumulé. | En raison de son prix, l'or est peu utilisé dans l'agroalimentaire, il est cependant listé au codex et autorisé dans l'Union européenne dans l'enrobage de confiseries, les décorations de chocolat, et dans les liqueurs. Sa toxicité est mal connue sous ces formes ingérées : il est chimiquement très peu réactif sous sa forme métallique, mais susceptible d'être bio-accumulé. |
| E180       | Lithol-rubine BK                                    | Rubis                                                                   | Colorant azoïque synthétique, la lithol-rubine BK n'est autorisée pour usage alimentaire que dans les croûtes de certains fromages. Elle a des applications en cosmétique, notamment dans les rouges à lèvres. | Colorant azoïque synthétique, la lithol-rubine BK n'est autorisée pour usage alimentaire que dans les croûtes de certains fromages. Elle a des applications en cosmétique, notamment dans les rouges à lèvres. | Colorant azoïque synthétique, la lithol-rubine BK n'est autorisée pour usage alimentaire que dans les croûtes de certains fromages. Elle a des applications en cosmétique, notamment dans les rouges à lèvres. |
| E181       | Tannin, acide tannique                              | Rouge brun                                                              | | | |
| E182       | Orcéine                                             | Rouge violet                                                            | | | |